# Louis Martel (homme politique, 1813-1892)
Pour les articles homonymes, voir Louis Martel et Martel.
Louis Martel, né le 15 septembre 1813 à Saint-Omer (Pas-de-Calais) et mort le 4 mars 1892 à Évreux (Eure), est un avocat et un homme politique français.

## Carrière politique
Docteur en droit et avocat avant de devenir juge au tribunal de Saint-Omer, il est député du Pas-de-Calais, a présidé la Commission instituée à la suite de l'insurrection du 18 mars 1871, la Commune de Paris.
Il est élu le 13 mai 1849 à l'Assemblée législative. Toutefois, il proteste contre le coup d'État du 2 décembre 1851 et sort de la vie politique pour reprendre sa profession d'avocat dans sa ville natale.
En 1861, il est conseiller général du Pas-de-Calais.
Le 4 juin 1863, il est élu député de la 5e circonscription du Pas-de-Calais et siège à la Chambre dans le groupe proche de Thiers. Il est réélu le 24 mai 1869 et vote contre la déclaration de guerre à la Prusse.
Le 8 février 1871, il est élu à l'Assemblée nationale et est nommé vice-président lors de la 1re réunion du bureau.
Il est nommé également vice-président du conseil supérieur de l'Agriculture, du Commerce et de l'Industrie.
Après l'insurrection de la Commune de Paris, il est nommé président de la commission des grâces. Le 8 décembre 1875, il est élu sénateur et devient président du Sénat le 15 janvier 1879, poste duquel il démissionne le 25 mai 1880 pour raisons de santé.

## Résumé politique
- du 13 mai 1849 au 2 décembre 1851 - Député de droite orléaniste
- du 31 mai 1863 au 27 avril 1869 - Député du Tiers-parti
- du 23 mai 1869 au 4 septembre 1870 - Député de centre gauche
- du 8 février 1871 au 8 décembre 1875 - Député de centre gauche
- de 1875 à 1892 - Sénateur inamovible
- du 12 décembre 1876 au 17 mai 1877 - Ministre de la Justice et des Cultes
- du 5 janvier 1879 au 25 mai 1880 - Président du Sénat

## Voir aussi

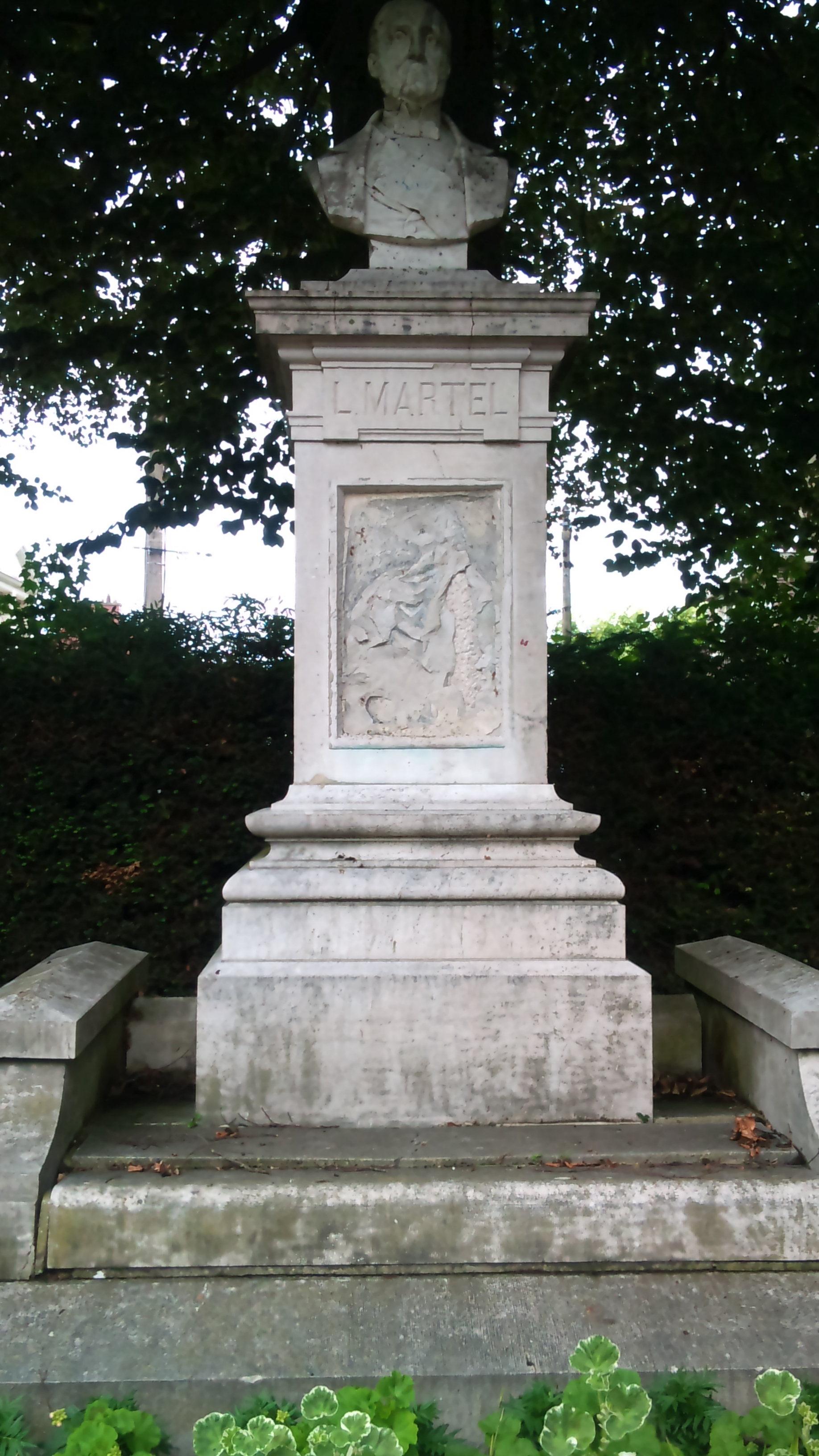
Monument à Louis Martel dans le jardin public de Saint-Omer (Pas-de-Calais).

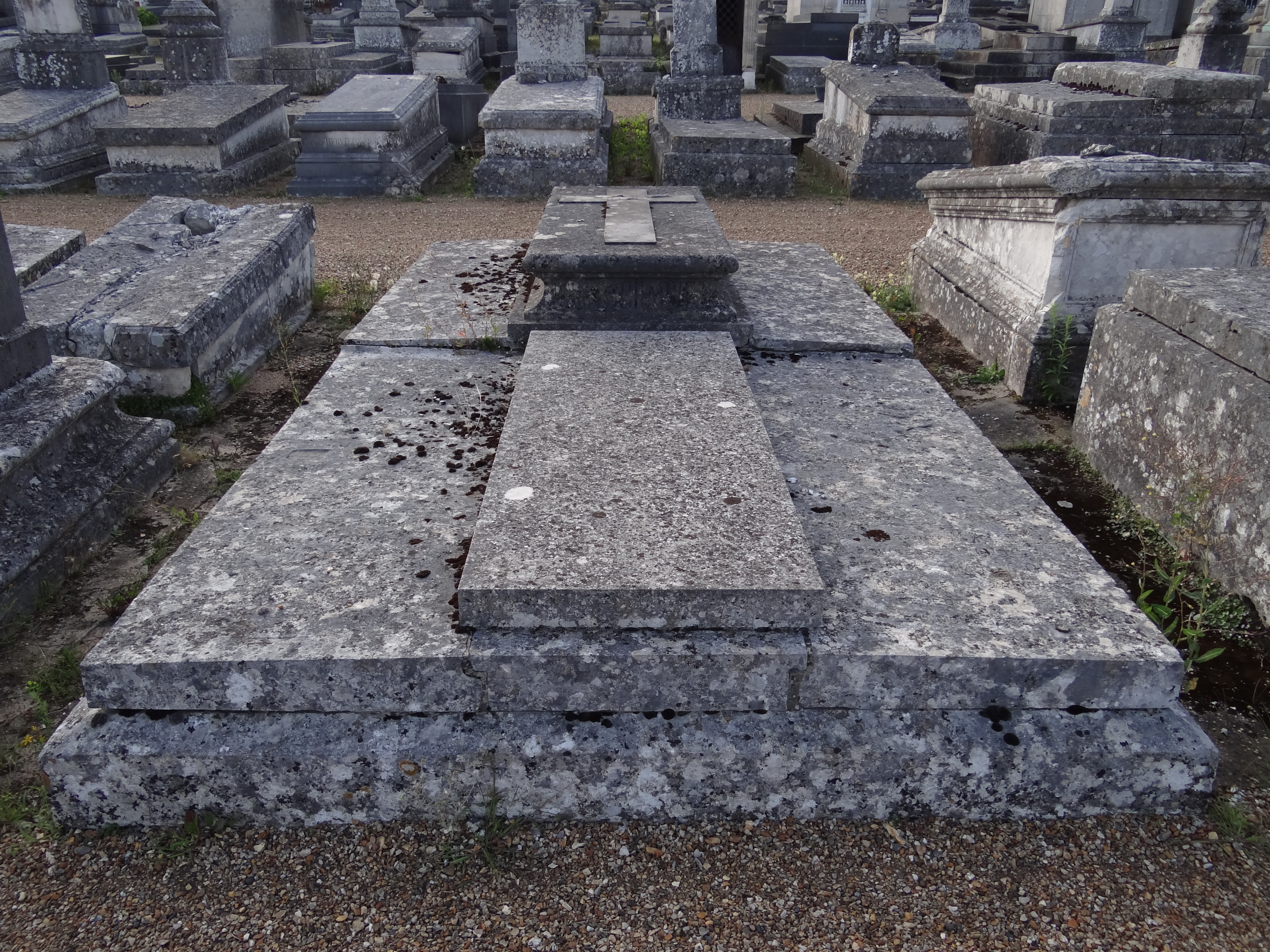
La tombe de Louis Martel au cimetière Saint-Louis d'Évreux (Eure).